# Doro (Pensa)
Pour les articles homonymes, voir Doro.
Doro est une localité située dans le département de Pensa de la province du Sanmatenga dans la région Centre-Nord au Burkina Faso.

## Histoire
Le 6 juillet 2020, le Naaba Kougri du village, Souleiman Zabré, et maire de la commune rurale et du département de Pensa – qui avait interpellé les autorités nationales l'année précédente sur l'insécurité, les déplacés et la menace sur la paix sociale dans le département en raison des attaques djihadistes terroristes récurrentes depuis la fin de l'année 2018 –, est enlevé sur la route à Yantéga, malgré la présence d'une escorte qui l'accompagnait vers Kaya, par un groupe d'hommes armés venant de la forêt de Goenega voisine et est retrouvé assassiné.

## Éducation et santé
Le centre de soins le plus proche de Doro est le centre de santé et de promotion sociale (CSPS) de Pensa tandis que le centre médical avec antenne chirurgicale (CMA) se trouve à Barsalogho et que le centre hospitalier régional (CHR) est à Kaya.
Doro possède une école primaire publique.